# Mesfūf
El mesfūf o masfūf (en árabe: مسفوف) es un plato argelino y tunecino que es una variante del cuscús, con sémola finamente enrollada y mantequilla o aceite de oliva.
Esta comida es bastante popular en el Magreb. Es convencional consumir el mesfūf durante el mes sagrado de Ramadán. Se sirve en celebraciones tradicionales o comidas familiares.

## Recetas locales
En Argelia, se sirve como un plato principal a base de guisantes y frijoles. Según ellos, es recomendable tomarlo con un poco de suero o yogur para facilitar la digestión, aunque es más ligero que el cuscús.

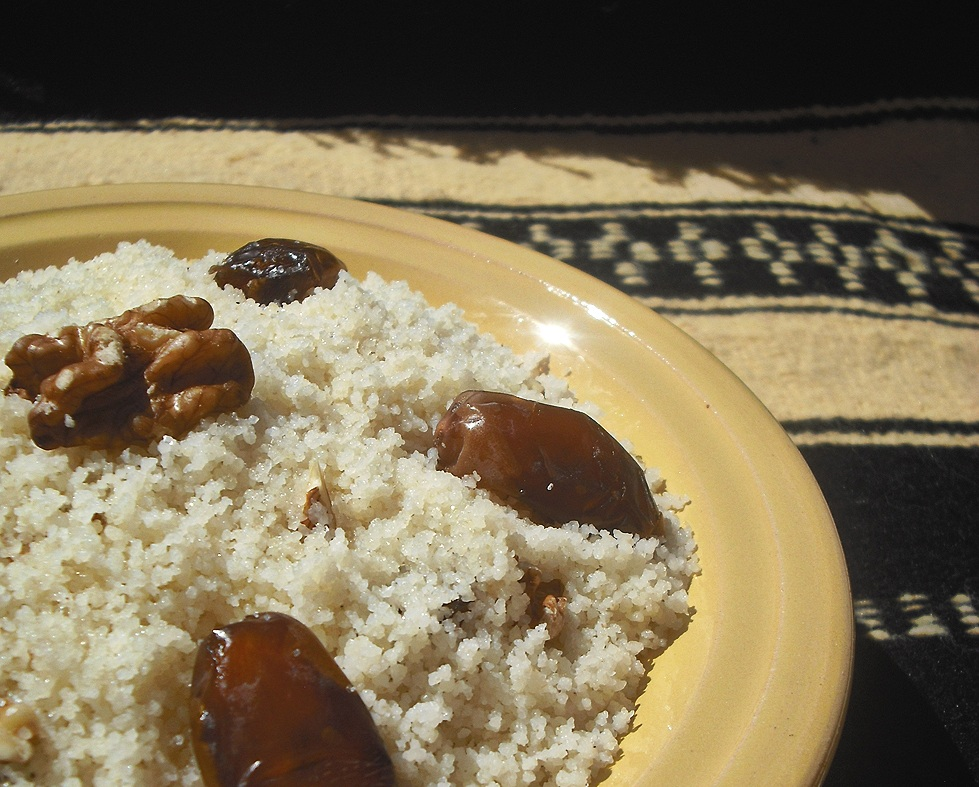
Mesfūf argelino

Hay muchas recetas locales de mesfūf, como una versión sabrosa y otra dulce. Algunas personas optan por la que contiene verduras y carne. En cuanto a los demás, lo toman acompañado de guisantes y uvas secas, como en los alrededores de Túnez. 
Los habitantes de Sfax lo prefieren decorado con almendras, dátiles y frutos secos (pistachos, avellanas) y natillas.
A algunas personas también les gusta verter leche en el mesfūf y añadir azúcar para hacerlo dulce como cereal, y algunos añaden uvas pasas y/o dátiles.
Existe otra versión del mesfūf que es picante y a menudo se compone de pimientos y carne seca aderezado con varias hierbas (ajo, hinojo, lavanda, etc.).